# Tibor Ivanics
Tibor Ivanics (Gyula, 29 de junio de 1937 - ibídem, 28 de junio de 2014) fue un entrenador y jugador de fútbol húngaro que jugaba en la demarcación de delantero.

## Biografía
Debutó con el KELTEX en 1951, y tras pasar por el TFSE, fichó en 1960 por el Ferencvárosi TC, donde jugó durante dos temporadas. Finalmente fichó por el Petőfi Statisztika, donde se retiró en 1963 como futbolista. Dicho año el KSI se hizo con sus servicios como entrenador. También entrenó al equipo juvenil de la selección de fútbol de Hungría, dos veces a la selección de fútbol de Cuba, y en otras dos ocasiones al Dorogi FC.
Falleció el 28 de junio de 2014 a los 76 años de edad.

## Clubes

### Como futbolista
| Club               | País    | Año         |
| ------------------ | ------- | ----------- |
| KELTEX             | Hungría | 1951 - 1956 |
| TFSE               | Hungría | 1956 - 1960 |
| Ferencvárosi TC    | Hungría | 1960 - 1962 |
| Petőfi Statisztika | Hungría | 1962 - 1963 |

### Como entrenador
| Club                                     | País    | Año         |
| ---------------------------------------- | ------- | ----------- |
| KSI                                      | Hungría | 1963 - 1964 |
| Selección de fútbol de Hungría (juvenil) | Hungría | 1964        |
| Selección de fútbol de Cuba              | Cuba    | 1971 - 1975 |
| Dorogi FC                                | Hungría | 1975 - 1978 |
| Selección de fútbol de Cuba              | Cuba    | 1978 - 1982 |
| Dorogi FC                                | Hungría | 1982 - 1983 |
| Bajai LSE                                | Hungría | 1983 - 1984 |
| MALÉV SC                                 | Hungría | 1984 - 1985 |